# Liste der Monuments historiques in Censerey
Die Liste der Monuments historiques in Censerey führt die Monuments historiques in der französischen Gemeinde Censerey auf.

## Liste der Objekte
| Bezeichnung                 | Beschreibung                          | Standort                           | Kennzeichnung | Schutzstatus | Datum | Bild |
| --------------------------- | ------------------------------------- | ---------------------------------- | ------------- | ------------ | ----- | ---- |
| Glocke                      | Bronze, 1781 gegossen                 | in der Kirche St-Symphorien (Lage) | PM21000476    | Classé       | 1943  |      |
| Skulptur Heiliger Sebastian | Holz, farbig gefasst, 16. Jahrhundert | in der Kirche St-Symphorien (Lage) | PM21000477    | Classé       | 1965  |      |
| Skulptur Heiliger Benedikt  | Holz, farbig gefasst, 16. Jahrhundert | in der Kirche St-Symphorien (Lage) | PM21000478    | Classé       | 1965  |      |